# Madison Buffalo Jump State Park

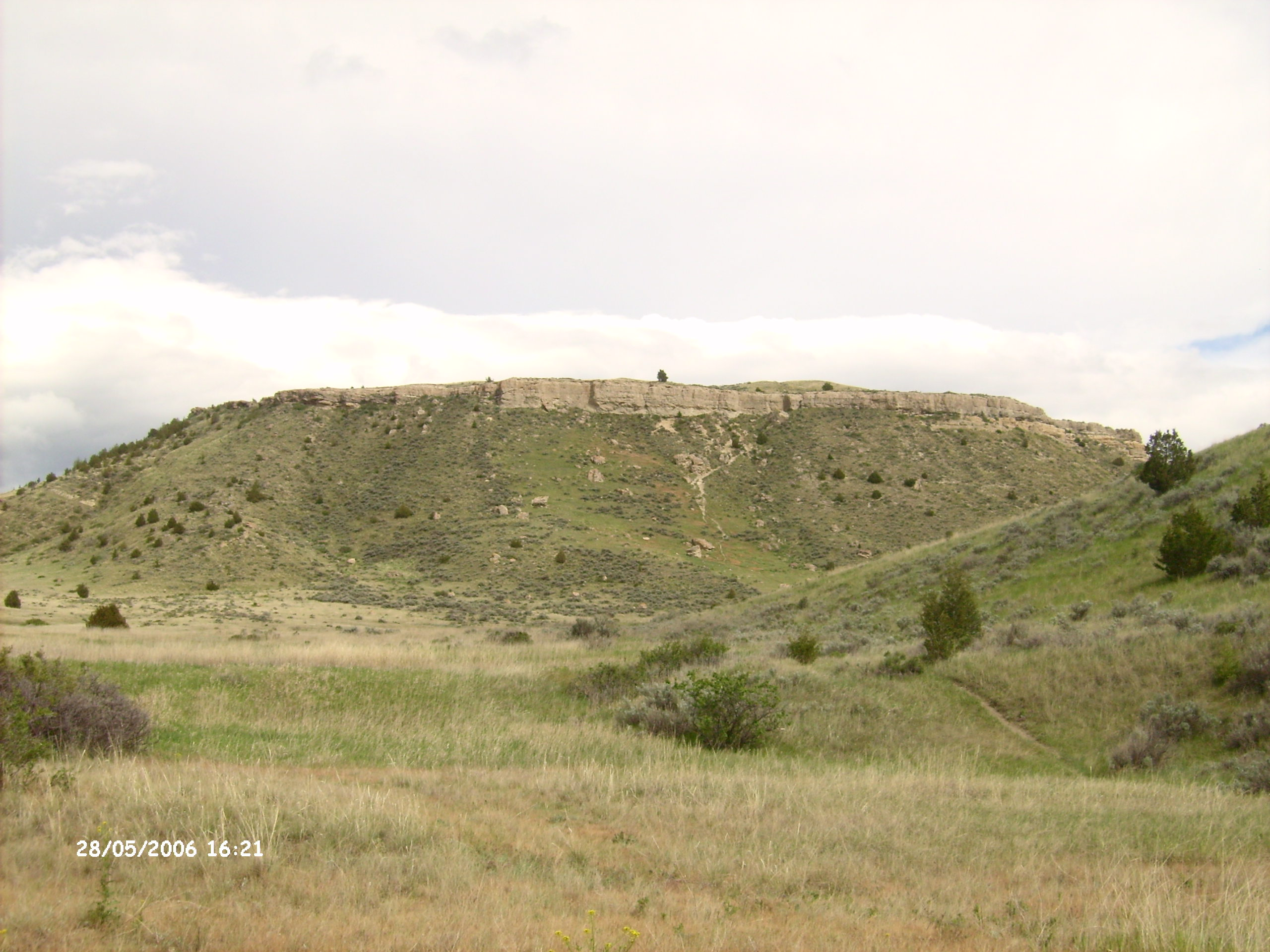
Die Klippen des Madison Buffalo Jump

Der Madison Buffalo Jump State Park ist ein historisches Jagdgebiet mit einer Hochebene des Madison Plateau und steilen Klippen, das mehrere Indianerstämme über 2000 Jahre zur Bisonjagd genutzt haben. Er befindet sich 30 km westlich von Bozeman im Gallatin County des US-Bundesstaates Montana und ist über die I-90 Ausfahrt Logan erreichbar. Der 258 Hektar große State Park liegt auf einer Höhe von 4482 ft am Talrand des Madison River, der sich 10 km nördlich bei Three Forks im Missouri Headwaters State Park mit dem Jefferson River und dem Gallatin River zum Missouri River vereinigt. Zur Infrastruktur des Madison Buffalo Jump State Park gehören ein Besucherpavillon mit Informationstafeln, Picknickplätze und Wanderwege.
Im Laufe der Jahrhunderte wurde das Jagdgebiet von verschiedenen Stämmen genutzt, darunter die Shoshone, Nez Percé, Bannock, Salish, Blackfeet, Gros Ventre, Assiniboine, Cree, Crow, Cheyenne, Arapaho, Dakota, Lakota und Hidatsa. 
Bei der Bisonjagd an einem Buffalo Jump wurde eine Herde Bisons zielgerichtet über eine Hochfläche in Richtung einer steil abfallenden Klippe getrieben und stürzte durch die Panik bei der Stampede in die Tiefe. Die Tiere, die bei dem metertiefen Sturz nicht gleich zu Tode kamen, waren durch ihr Verletzungen geschwächt und konnten von den wartenden Jägern erlegt werden. Am Madison Buffalo Jump wurde in einem Zeitraum von 500 Jahren vor unserer Zeitrechnung bis ins 18. Jahrhundert gejagt. Einerseits waren inzwischen durch den Einsatz von Pferden andere Jagdstrategien möglich, andererseits wurden große Bestände durch weiße Siedler stark dezimiert. Den Indianerstämmen, die nahezu alle Teile des erlegten Bisons verwerteten, wurde damit die traditionelle Lebensgrundlage weitgehend entzogen.
Seit dem Ende der Jagd gab es in dieser Landschaft keine größeren Veränderungen, sodass dort noch viele Bisonknochen liegen und die Steinkreise für die Tipis eines ehemaligen Indianersdorfes gefunden wurden. Auf der Hochfläche sind noch die Felsblöcke, die den Korridor für die Bisonjagd markiert haben und hinter denen sich zusätzliche Treiber verstecken konnten.